# Le Bousquet-d’Orb
Le Bousquet-d’Orb – miejscowość i gmina we Francji, w regionie Oksytania, w departamencie Hérault.
Według danych na rok 1990 gminę zamieszkiwały 1702 osoby, a gęstość zaludnienia wynosiła 144 osoby/km² (wśród 1545 gmin Langwedocji-Roussillon Le Bousquet-d’Orb plasuje się na 223. miejscu pod względem liczby ludności, natomiast pod względem powierzchni na miejscu 658.).